# Sugita Yūjirō
Sugita Yūjirō (japanisch 杉田 勇次郎, geboren 6. November 1900 im Shimogyō-ku von Kyōto, gestorben 31. August 1984) war ein japanischer Maler der Nihonga-Richtung während der Taishō- und Shōwa-Zeit.

## Leben und Werk
Sugitas Familie betrieb eine Stofffärberei. Yūjirō machte 1919 seinen Abschluss an der „Schule für Kunst und Kunstgewerbe Kyōto“ (京都市立美術工芸学校, Kyōto shiritsu bijutsu kōgei gakkō) und studierte weiter an der „Fachschule für Malerei Kyōto“ (京都市立絵画専門学校, Kyōto shiritsu kaiga semmon gakkō), an der er 1922 graduierte. Danach bildete er sich unter Irie Hakō (入江波光; 1887–1848) weiter. Bereits während seiner Ausbildung hatte er 1920 auf der 3. Ausstellung der Künstlervereinigung „Kokuga sōsaku kyōkai“ (国画創作協会) das Bild „In Meeresnähe“ (海近く Umi chikaku) ausstellen können.
Auf der 4. Ausstellung zeigte er „Gesicht“ (顔), „Puppe“ (人形), „Stillleben“ (静物) und „Luyun xuanjiang“ (艫韻烟江), auf der 5. das Bild „Sommergefühl im Baumschatten“ (樹影懐夏 Juei kaika), auf der 6. das Bild „Zauberhütte“ (魔庵 Ma-an), 1928 auf der 7. „Shunbō sosai“ (春厨蔬菜) und „Betrübnis“ (暮愁 Boshū).
„In Meeresnähe“ stellt ein Dorf in der Provinz Shima dar, graue Holzhäuser unter grauem Himmel. Es zeigt den Einfluss, den Sugitas Lehrer Irie auf ihn hatte. Auch in der Folgezeit malte Sugita mit Genauigkeit im Detail. 1924 wurde er vorläufiges Mitglied, 1926 dann festes Mitglied der Künstlervereinigung. Als sich die Kokuga sōsaku kyōkai 1928 auflöste, schloss er sich der sich neu formierenden Künstlergruppe „Shinjukai“ (新樹会) an. Diese löste sich allerdings nach der 3. Ausstellung wieder auf.
1934 siedelte Sugita in das damals japanische Lüshun über und unterrichtete an einer dortigen Oberschule. Danach unterrichtete er an einer Mädchenoberschule in Dalian und erlebte dort das Ende des Pazifikkriegs. 1947 konnte er nach Japan zurückkehren, malte dann weiter, aber in Abgeschiedenheit.